# Spirodactylon aureum
Spirodactylon aureum är en svampart som beskrevs av R.K. Benj. 1959. Spirodactylon aureum ingår i släktet Spirodactylon och familjen Kickxellaceae.   Inga underarter finns listade i Catalogue of Life.